# Dendryphantes ravidus
Dendryphantes ravidus är en spindelart som först beskrevs av Simon 1868.  Dendryphantes ravidus ingår i släktet Dendryphantes och familjen hoppspindlar. Inga underarter finns listade i Catalogue of Life.